# 坂上田村麻呂黒人説

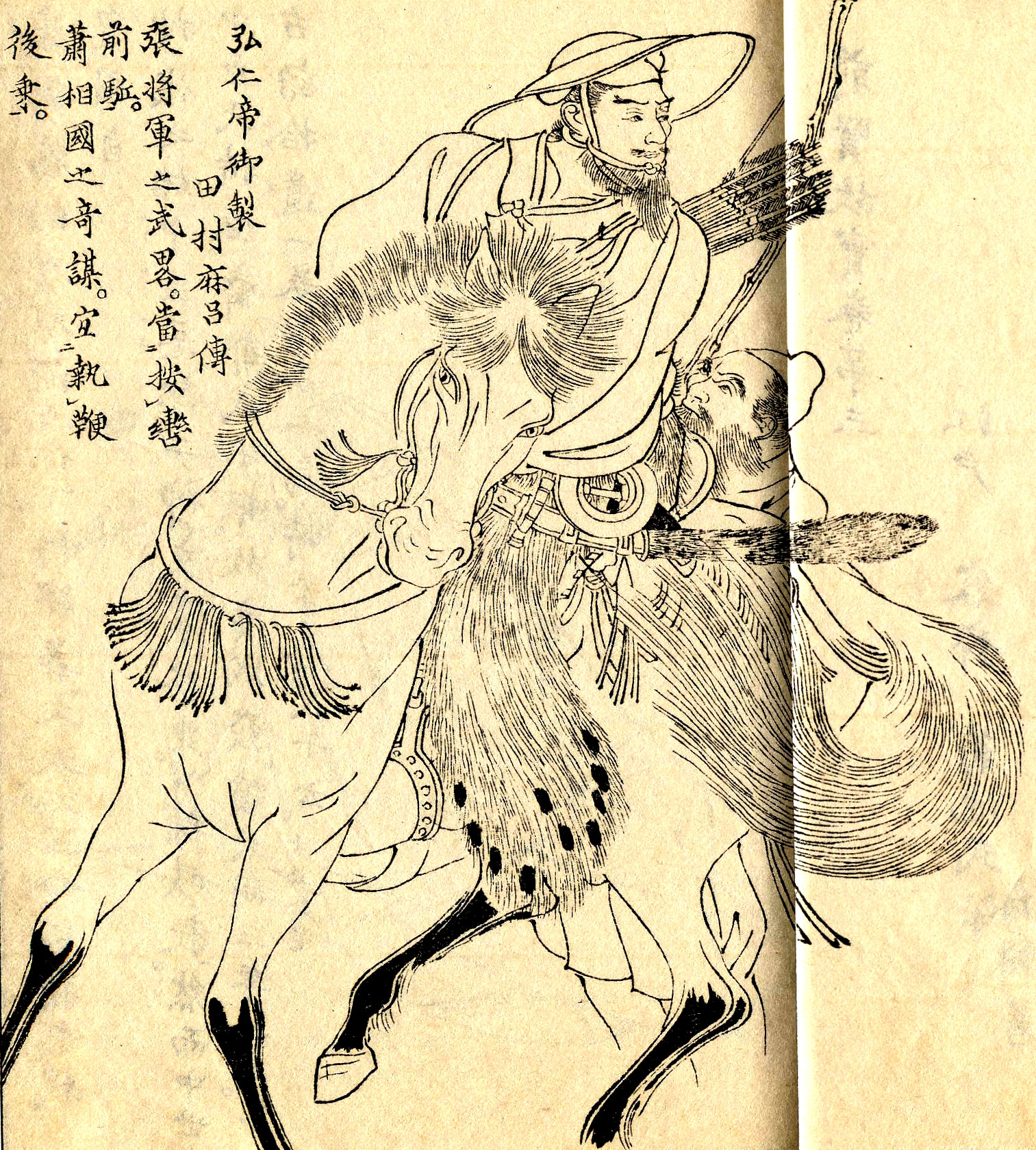
菊池容斎の描いた坂上田村麻呂。19世紀に描かれたものであり、当然ネグロイドの特徴は見られない。

坂上田村麻呂黒人説（さかのうえのたむらまろこくじんせつ）は、平安時代の武官であり、征夷大将軍として蝦夷征討に功績を残した大納言坂上田村麻呂が黒人だったという風説である。遅くとも1911年には北米において発生していた。この説は説得力のある証拠を何一つ提示できなかったにもかかわらず、おもに黒人の学者が21世紀に至るまで引用し続けており、古代日本におけるネグロイドの存在を証明するものとして考えられていた。
本記事では、田村麻呂の話と一緒によく語られる風説「侍が勇敢であるためには、黒人の血を少しは受け継がなければならない（英文：For a Samurai to be brave, he must have a bit of Black blood.）」も取り扱う。

## 通説
『続日本紀』延暦四年（785年）六月の条によれば、田村麻呂の父である坂上苅田麻呂は、自身の祖先である、東漢氏の祖・阿知使主について、後漢の霊帝の曾孫で、東方の国（日本）に聖人君子がいると聞いたので帯方郡から「七姓民」とともにやってきたと述べたとある。

## 黒人説の展開と受容

### 第二次世界大戦前

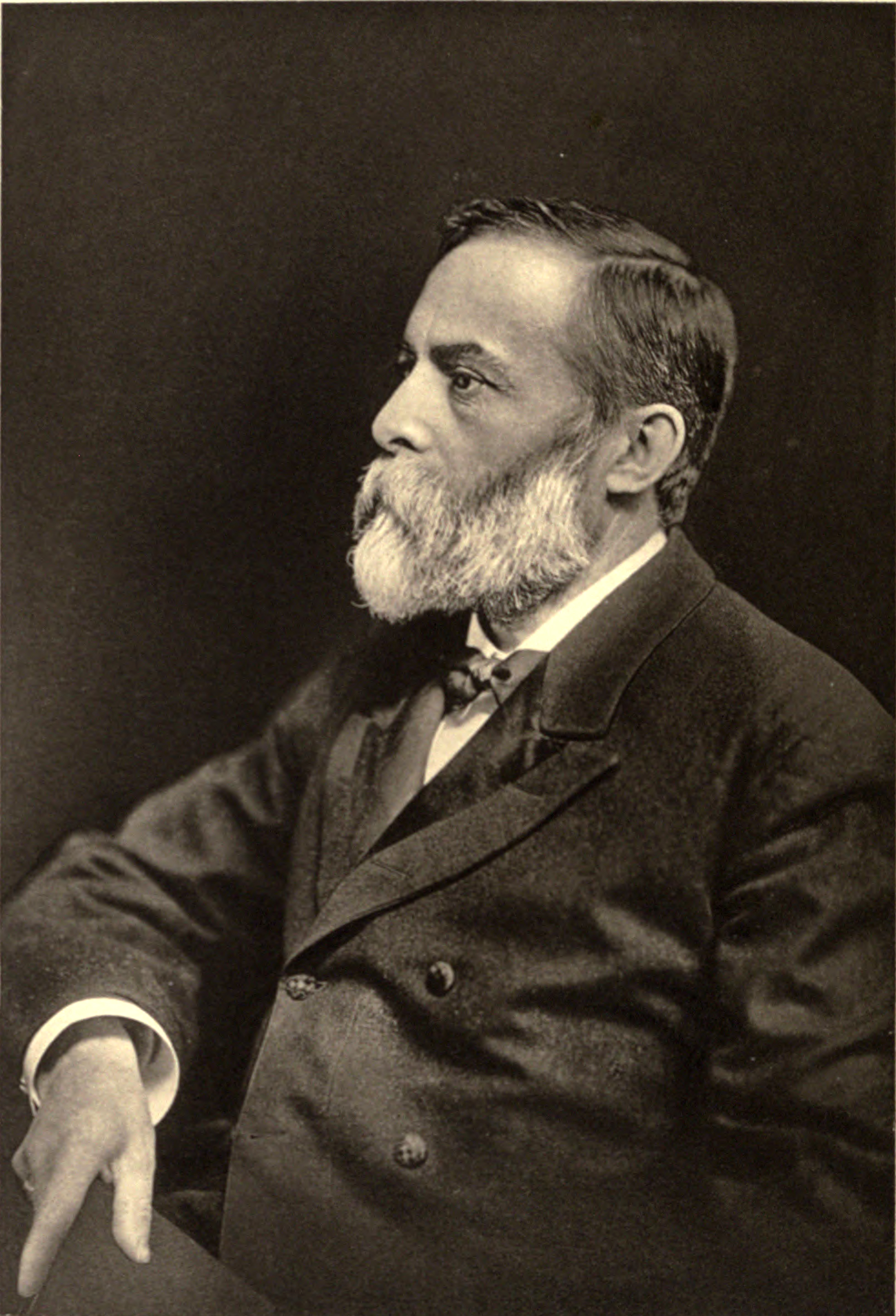
人類学者のアレクサンダー・フランシス・チェンバレンは『The Contribution of the Negro to Human Civilization（人類文明への黒人の貢献）』のなかで坂上田村麻呂が黒人であると記述した。

1911年にカナダの人類学者アレクサンダー・フランシス・チェンバレンは、『The Contribution of the Negro to Human Civilization（人類文明への黒人の貢献）』のなかで、歴史上人類の文明化に功績のあった黒人を紹介する際に坂上田村麻呂について短く触れている。
この記述の典拠がどこにあるかは記されていないが、おそらくこの記述が坂上田村麻呂黒人説の初出と思われる。

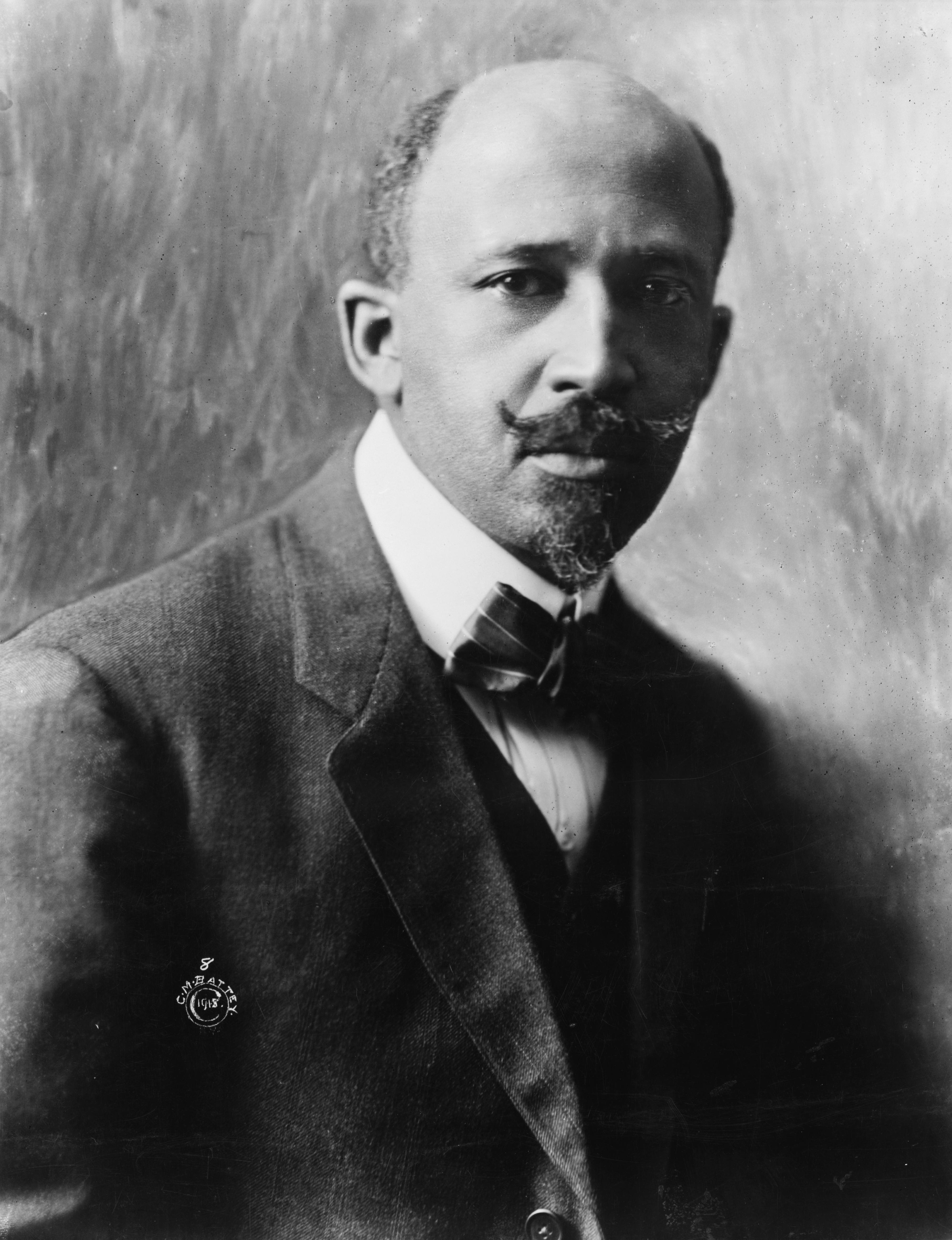
全米黒人地位向上協会の設立者の一人であるW・E・B・デュボイスは1915年に坂上田村麻呂が黒人であると記述した。

1915年には、同じく北米にて、アメリカの公民権運動指導者であるW・E・B・デュボイスが、黒人の秀でた支配者・戦士の一覧に坂上田村麻呂を加え、『The Negro』で紹介した。

### 第二次世界大戦後
終戦後の1946年には、Beatrice J. FlemingとMarion J. Prydによって『Distinguished Negroes Abroad』が出版された。これは田村麻呂を黒人として詳細に紹介した最初のものであった。この著作中で田村麻呂について述べている部分は、架空の日本人が二人の息子に清水寺の田村麻呂像の前で彼の偉業を語るという体裁をとっていた。

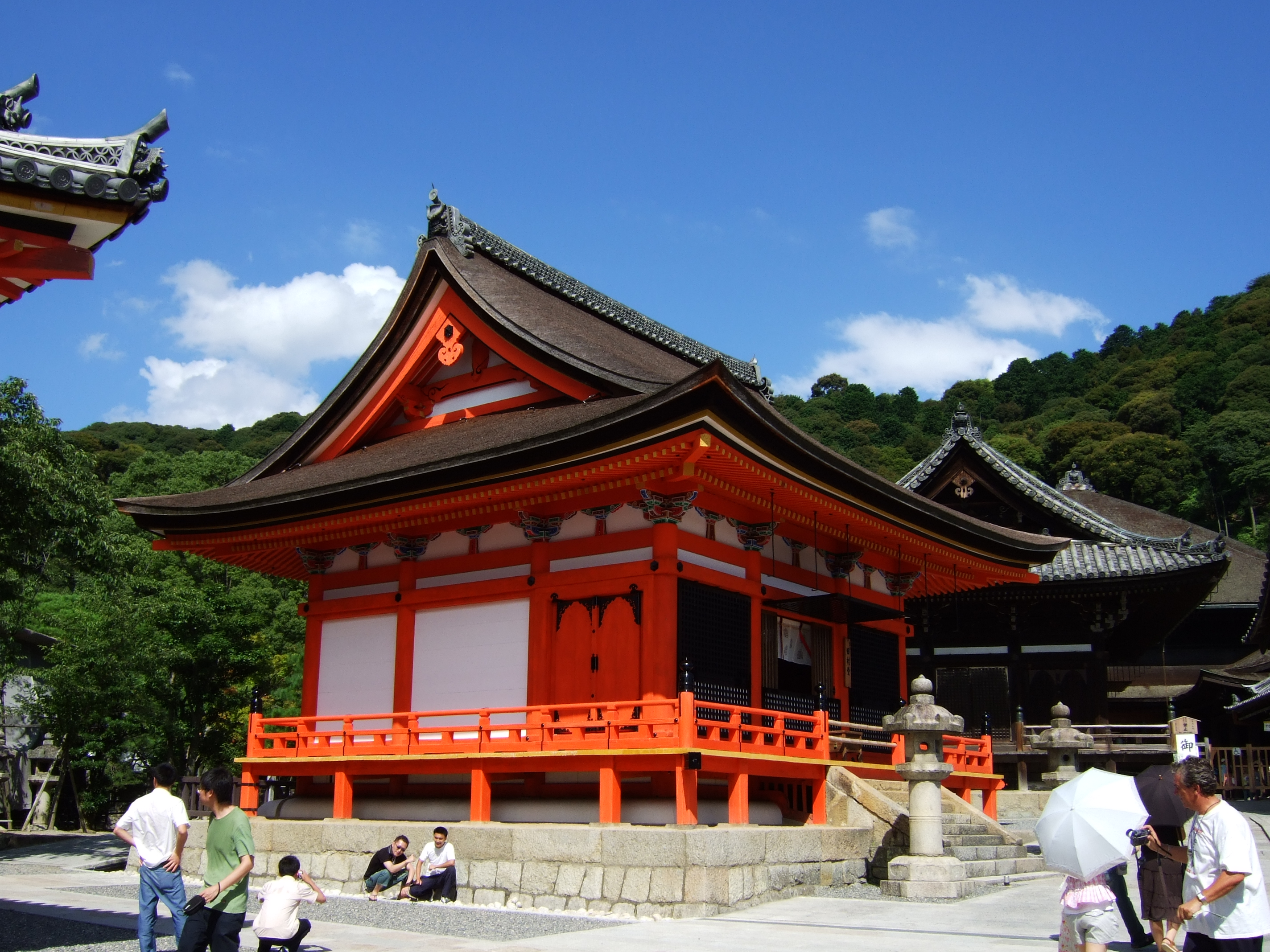
田村麻呂の像が祀られている清水寺田村堂（開山堂）

1946年には、他にも『The Negro in Our History』（Carter G. Woodson・Charles Harris Wesley著）や『World's Greatest Men of Color』（Joel Augustus Rogers著）において田村麻呂が黒人として取り上げられるなど、にわかに注目を浴びた。
『Distinguished Negroes Abroad』で取り上げられた「清水寺の田村麻呂像」のイメージは、1989年にMark Hymanによって出版された『Black Shogun of Japan Sophonisba: Wife of Two Warring Kings and Other Black Stories from Antiguity』で具体化された。
80年代後半から90年代にかけて、『Distinguished Negroes Abroad』と『Black Shogun of Japan Sophonisba』の記述を基にした田村麻呂の伝説が黒人の情報を発信する者たちによく知られるようになった。
なお実際には、田村麻呂を祀る清水寺田村堂（開山堂）の田村麻呂像は1633年の大火以降に作られたものであり、当然黒人の特徴は一切見られない。Mark Hymanが述べているのがこの像なのか別の像なのかは不明である。
1980年、アメリカが制作したテレビドラマ『将軍 SHŌGUN』が日本を含む多くの国で放送され、この風説も一時的に盛り上がりを見せたが、当時は情報網が十分に発達していなかったため、これらの情報が日本に伝わることはほとんどなかった。

### 21世紀
21世紀に入ってからも、2002年に黒人の歴史研究家Runoko Rashidiが取り上げるなど、「坂上田村麻呂黒人説」は一部の黒人の研究者に信じられていた。さらにはインターネット上のコミュニティを介して、現代でも「坂上田村麻呂黒人説」は命脈を保ち続けている。文化人類学者の中村寛は、2002年〜2004年頃の出来事として、ハーレム地区在住の黒人ムスリム男性から「坂上田村麻呂がアフリカンだった」と主張された体験を報告している。しかし、少なくとも2007年に至るまで、この言説が日本のインターネットブログにおいて取り上げられることはほとんどなかった。
2024年、アメリカで1980年のテレビドラマをリメイクするかたちで『SHOGUN 将軍』が製作・放送され、にわかに再燃が始まる。また、戦国時代にアフリカから日本に訪れたところ織田信長に気に入られて召し抱えられた弥助をモデルにして作られた、伝説の侍という設定をもつ同名の主人公が登場するゲーム『アサシン クリード シャドウズ』が発表され、その設定に違和感を覚えた人が調べたところ、様々な黒人説に関する記事や論文が発見される。
情報ネットワークの発達や、世界中でのウェブサイト、SNS、動画の普及により、ようやく多くの日本人がこの事態に気づくようになった。日本でもこの説に関する新たなウェブ記事が作成され、一部の日本人がSNS上でこの説について発信し始めた。これらは黒人だったという説を裏付けるものではなく、
古い話なので証拠も少なく検証する方法もないので、日本では信じられず偽史の一種として扱われているが、世界の一部では何故か信じられている説として扱われている。

## 日本に存在しないことわざの風説
坂上田村麻呂黒人説と同じく、日本人が知らないうちに広まっている風説が存在する。
「侍が勇敢であるためには、黒人の血を少しは受け継がなければならない」ということわざが日本に存在するいうものである。日本にはそのようなものは存在せず、いつ誰が言い始めたのか正確な情報は不明である。
この諺は侍や坂上田村麻呂だけでなく、弥助を紹介する場合にも使われることがある。
1883年に出版されたフランスの学術雑誌『Bulletins de la Société d'anthropologie de Paris』に掲載された「日本の品種に関するマジェ博士のメモに関する所見」（M. DE QUATREFAGES著）によると、フランス海軍軍医のジョルジュ・マジェ（Georges Maget）は手紙の中で日本人の人種に関する様々な推測と共に、「日本のことわざに、優れた兵士（サムライ）になるためには半分黒人の血が流れていなければならないと言われています」という一文を記載していることが確認されている。この記載に関して引用元などは何も書かれていない。
1877年2月24日発行のJapan Weekly Mailで、マジェの日本人の人種ルーツに関する主張に対し約3ページ分の批判記事が掲載されていることから、過去にも同様の発言をしていた可能性はあるが見つかっていない。マジェより前に同様の発言を行った者も見つかっていない。
マジェの手紙が論文として発表されたのは、チェンバレンが坂上田村麻呂について記述するより前の出来事である。ことわざと坂上田村麻呂は一緒に語られることが多いが、これらに直接の関係性はない。マジェ、チェンバレン共に引用や出典を記載しておらず、マジェは坂上田村麻呂など具体的な名前は記載していない。
2024年3月から「大手メディアは伝えない日本の黒人侍」という主張と共に、城をバックに立つ侍のモノクロ写真がSNSで広まっている。この写真に対して、日本ファクトチェックセンターは「偽物（False）」と判定している。また、同じ写真を使い「弥助が侍だった証拠」「黒人の侍はいた」などの主張が流れたが、フランス通信（AFP）はファクトチェックで「弥助ではない」と「偽物（False）」と判定している。そもそもの話として、写真が発明されたのは1839年であり、日本の写真の始まりは1843年である。

## 背景
この説が日本で一般的ではないにもかかわらず、黒人社会では広く受け入れられた理由として、以下のような背景が考えられる。

### 黒人社会の日本に対する好意的感情
最初に田村麻呂黒人説を紹介した一人であるデュボイスは、日本と深い関わりがあったことで知られている。彼は日露戦争における大日本帝国の強さに感銘を受けており、有色人種が白人に勝利したことに勇気づけられていた。彼はのちに疋田保一による「黒人プロパガンダ工作 (Negro Propaganda Operations)」に協力し、来日も果たす。これは彼が大日本帝国の人種政策に好意的な反応を示していたからであった。彼が共同設立者の一人となった全米黒人地位向上協会は第二次世界大戦中の日系人の強制収容に強く反発し、戦後には収容所から解放されて戻ってきた日系人を歓迎し、仕事を斡旋したり、教会に招いたりしたことで知られている。
1919年に大日本帝国が主張した人種的差別撤廃提案を在米の黒人は支持していたが、ウッドロウ・ウィルソン大統領が全会一致でないという理由でこれを成立させなかった。このことも一因となり、赤い夏をはじめとする悲惨な人種闘争が勃発するという事態に陥った。
このように、黒人の間では日本に対して好意的な感情をもつものは少なくなかった。田村麻呂の伝説は、『Distinguished Negroes Abroad』の記述に典型的に表れ、また第二次世界大戦の戦中戦後によく見られたような、黒人の間に広がった「歴史的に日本人は白人に比べて差別的ではない」という考えと結びついていた。

### 黒人の古代アジア定住説の存在

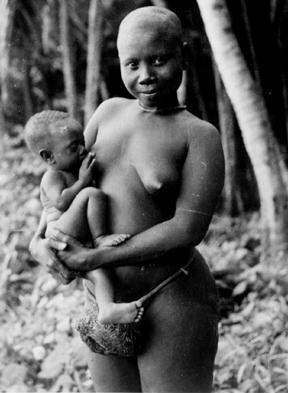
ネグリトに属するインド領アンダマン諸島オンゲ族の女性、1905年。比較的黒い肌の色を持つ。Y染色体ハプログループ研究の進展とともにアンダマン諸島人は日本人との近縁性が指摘されたが、ネグリト自身はオーストラロイドに分類される。

日本を含むアジアに黒人が定住していたという説は何度も唱えられてきた。
アメリカの人類学者Roland Burrage Dixonは日本人が古オーストラロイドと古ネグロイドの混血であると主張し、日本人にはネグリト（東南アジアからニューギニアにかけて居住する肌の黒い民族）的特徴がみられると述べた。またセネガル出身の歴史家で人類学者のCheikh Anta Diopは黄色人種が黒人と白人の混血であると主張した。
その後の研究で、ネグリトに属するアンダマン諸島人のほぼ100パーセントが持つY染色体ハプログループDを日本人の35パーセントが持っていることが判明し、二つの民族集団が近縁である可能性が指摘された（これは大まかな分類であり、サブグループは異なる。ハプログループD (Y染色体)を参照のこと）。
しかしながら、ネグリト自体は現在オーストラロイドに分類され、ネグロイドよりもモンゴロイドにより近いことが判明しており、時代遅れの説となっている。

### 陰謀説

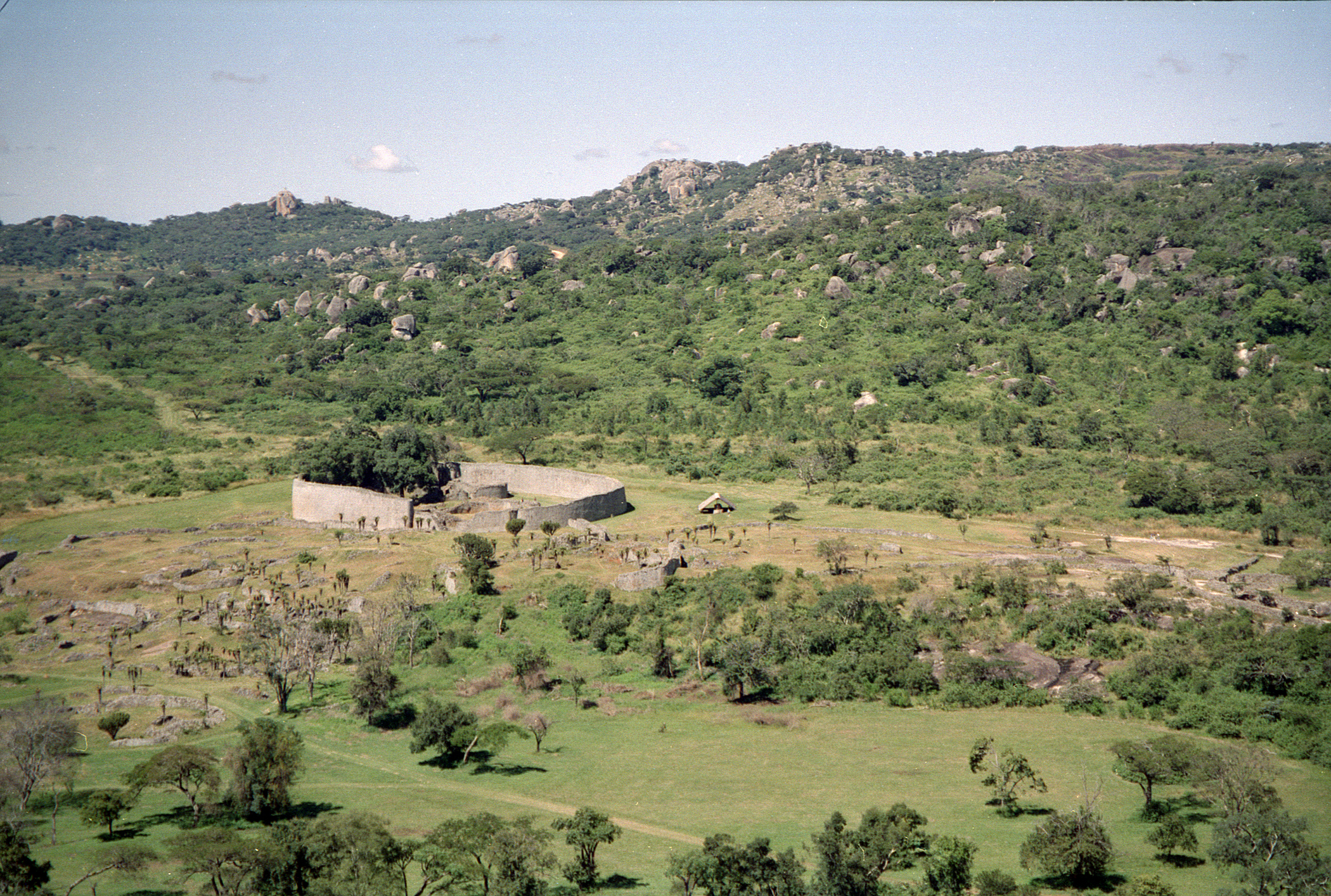
グレート・ジンバブエ遺跡が欧米の研究者により当初白人の建造によるものとされたことは、黒人たちに歴史の改竄への警戒心を植え付けた。

黒人のなかには、自分たちの歴史が外部の人間、とくに白人によって隠蔽・改竄されているのではないかという危機感を持つものもいた。実際に、グレート・ジンバブエ遺跡は発見された当初、アフリカ南部に位置していたにもかかわらず、欧米の学者は黒人がそれを建造したということを認めず、フェニキア人かアラブ人かヨーロッパ人が建造したものであると長年主張し続けた（グレート・ジンバブエ遺跡#研究史も参照）。
これと同様に、田村麻呂の黒人説がリアリティーを帯びた背景には、白人中心主義の歴史観によって田村麻呂の正体が意図的に隠されていたのではないかとの猜疑心が存在していた。
例えばある者は、現代の日本人は白人同様の黒人差別思想や日本が単一民族国家であるという考えを持っているので、英雄である田村麻呂が黒人であることを「恥じている」のだと考えていた。また、他のある者は、坂上田村麻呂の像が普段一般公開されていないことについて、ヨーロッパの黒い聖母像に人目のつかないところに隠されたものがあったという歴史を連想して、清水寺が意図的に坂上田村麻呂像の黒人的特徴を隠蔽しているのではないかとの疑念を持っていた。
前述の通り、日本国内では隠す意図はなく、そもそもこの説が登場したことすらほとんど知られていなかった。